# Corbasca
Corbasca é uma comuna romena localizada no distrito de Bacău, na região de Moldávia. A comuna possui uma área de 34.72 km² e sua população era de 5792 habitantes segundo o censo de 2007.